# Rhymbomicrus nigripennis
Rhymbomicrus nigripennis es una especie de coleóptero de la familia Endomychidae.

## Distribución geográfica
Habita en San Vicente y las Granadinas y Granada (país).